# Sextonville
Sextonville – jednostka osadnicza w Stanach Zjednoczonych, w stanie Wisconsin, w hrabstwie Richland.